# 午餐肉

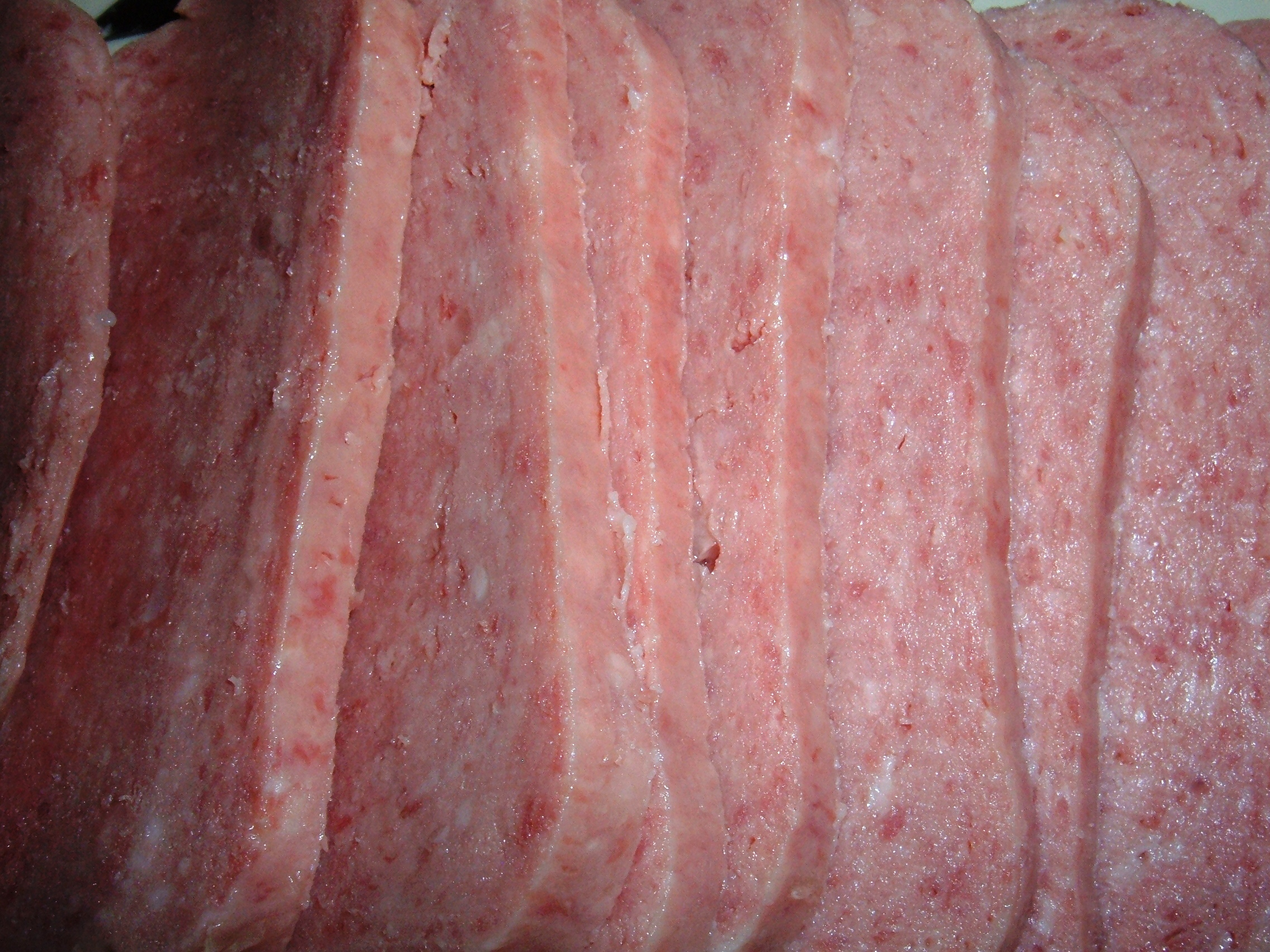
切開後的午餐肉

午餐肉（英語：Lunch meat）是一種經預先烹煮、加工及壓縮過的罐頭肉類食品，通常由豬肉或雞肉、澱粉、鹽和香料混合製成。英語「Spam」一般被认为源自「SPiced hAM」的縮寫，亦即「调味火腿」。而英語中包括「Cold Cuts」、「Luncheon Meat」、「Cooked Meat」等也是指在午餐的頭盤或冷盤中的各種薄切肉片，後來「Spam」在英語中演變為通常指罐裝午餐肉，至於中文「午餐肉」是翻譯自英語「Luncheon Meat」，但是「午餐肉」在華語地區僅指預製的混合澱粉肉類，而不是頭盤或冷盤中的各種薄切肉類的統稱。

## 開發及上市

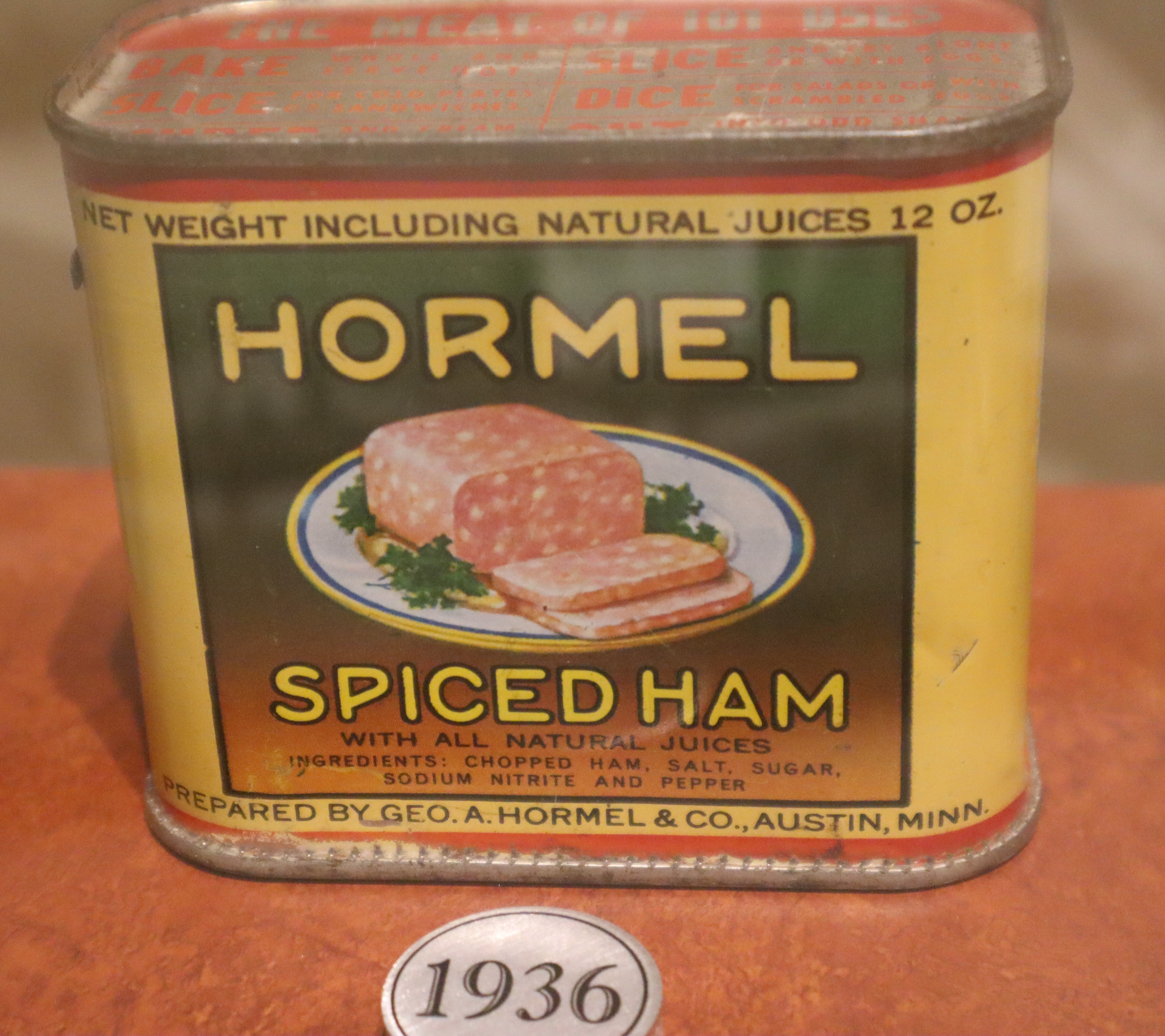
荷美爾最初出品的一個午餐肉罐頭，在1936年出售時包裝上顯示的命名為（SPICED HAM），翌年改名為（SPAM）

美國食品生產商荷美爾的負責人杰伊·荷美爾（Jay Catherwood Hormel）在1936年發表了一種英文名為（可解作「香料調味火腿」）的豬肉罐頭產品，其目的是要增加豬肩肉的銷路，因爲這部分的豬肉在當地賣不到好價錢，所以加以調味並製作成罐頭銷售。不過推出後銷量不理想，荷美爾決定以100美元作爲獎金徵求該產品的新命名，並由該公司行政主管的弟弟（Ken Daigneau）提議的勝出，這個名稱是將原先的簡化，只取在原命名中前後的各兩個英文字母及作爲商品名，荷美爾在1937年起把出售的午餐肉罐頭改名為。荷美爾後來為了打開其出品的午餐肉在華語地區的市場，並為其商品進行中文註冊，但因為在華語地區「午餐肉」已成為不能註冊商標的中文通用詞彙，為了進行產品註冊，便以「世棒」作為中文商品名。
午餐肉不是全部由鮮肉製造，主要食材是絞碎的豬肉、馬鈴薯或玉米澱粉，還有鹽和水，也有在肉泥加入糖、香料及增味劑等配料調味，並且在肉泥中添加少量硝酸鈉，就可以讓這種混合了澱粉的肉塊持久地保持粉紅色，然後使用罐頭封裝，經過加熱及冷卻程序，成品就可以包裝出廠。午餐肉罐頭能夠長期在室溫存放，攜帶又方便，而且午餐肉在加工時已經煮熟，開罐後即可直接食用。由於午餐肉在生產過程中會把比豬肉廉價得多的澱粉，混合到由豬肉絞碎的肉泥中，減少了豬肉的使用量，從而降低材料的成本。不過豬肉的成分比例太小，成品中來自肉類的蛋白質及營養成分也減少，澱粉的比例太高，也難免會影響到成品的口感。

## 二戰與普及

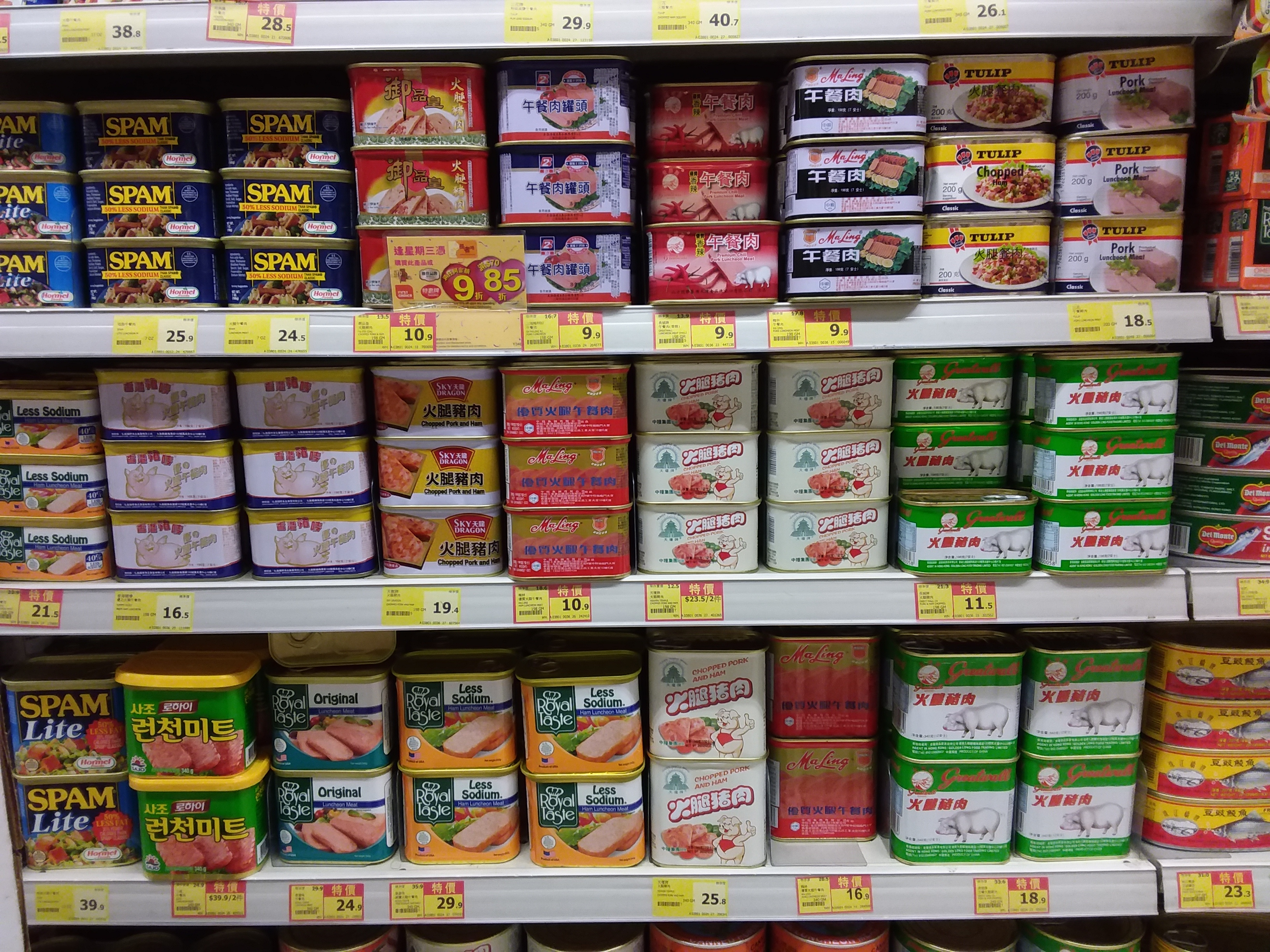
2019年7月在香港的一間超市內，有不同品牌的午餐肉罐頭在貨架上擺賣

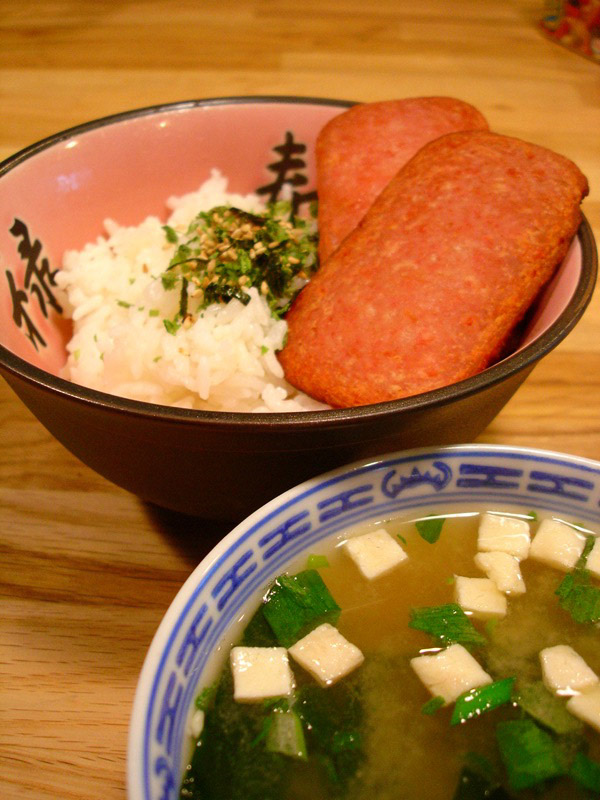
午餐肉搭配日本料理

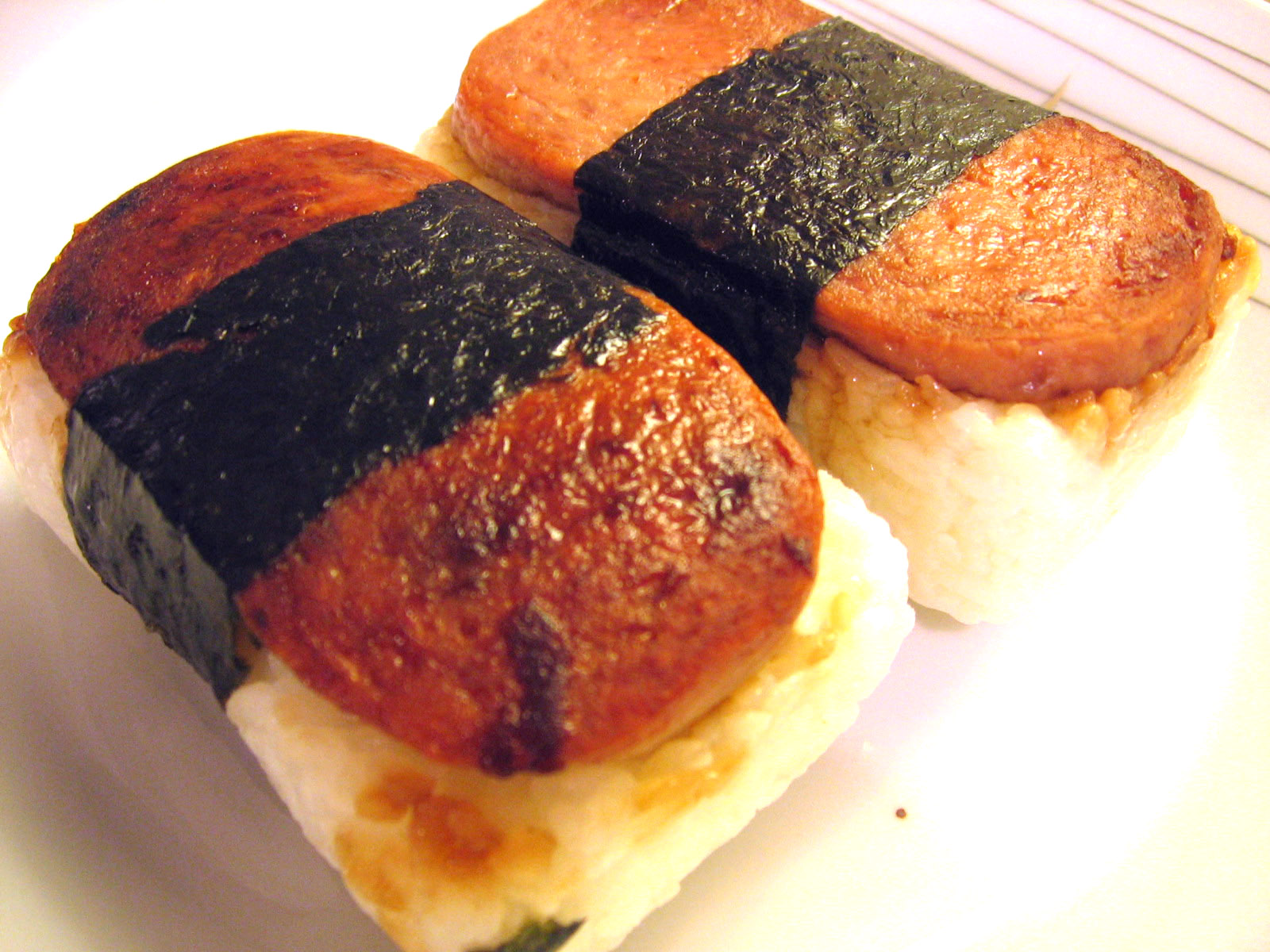
午餐肉壽司

午餐肉在1930年代上市初期並非便宜的食物，當時只常見於中產及上層階級，一般勞工階層仍未消受得起。直至1941年12月美國參加第二次世界大戰後，午餐肉因被美軍作爲野戰口糧，獲得巨額訂單，以戰時模式大量生產，價格大幅下降，才真正走向普及。因為無須冷鏈運輸，易于储藏，方便攜帶，又能開罐即食，當美國決定參戰後，立即成爲美國戰爭部作爲戰時肉類食品的不二之選，於是向生產商大量採購，到1945年8月終戰為止，美國軍方共購買了重量超過1億磅的午餐肉，午餐肉因而成為美國士兵獲分發的主要肉類軍糧，並且隨着美國軍隊在歐洲和太平洋征戰，迅速推廣至全球各地。在二戰時期，午餐肉爲美軍提供了穩定的肉食供應，使得美軍士兵有充沛的體力及士氣作戰，因此午餐肉被譽為「幫助美國打贏二次大戰的食物」，亦有謂「美軍勝在有午餐肉」。不過因爲午餐肉罐頭在美軍的供应量相當庞大，在美軍士兵獲配給的口糧中十分常见，而且美國當局爲了將午餐肉供給其他同盟國的部隊，必須滿足龐大的產量，所以午餐肉的成分也隨之改變，豬肉的比例下降，澱粉的比例則增加，戰爭中後期出產的午餐肉，對戰時物資較充裕的美國士兵而言，口感不佳，味道也不好，可是每餐卻幾乎都要吃上午餐肉，使得美軍士兵對午餐肉越來越感到厌恶。美國在二戰期間也將午餐肉作爲軍援糧食，大量供應給其他同盟國的軍隊。相對於美國，其他的大多數同盟國，本土在二戰期間受到的戰爭破壞遠比美國本土嚴重得多，很多同盟國都難以滿足前線士兵的糧食需求，甚至面對物資貧乏，所以對於很多同盟国士兵来说，美國援助的午餐肉是当时难得的战时肉类食品，甚至成爲戰場上的美食。
现在午餐肉亦常用於現代的沖繩料理，这是由於第二次世界大戰美軍進驻沖繩而傳入。1950年代韓戰後，午餐肉亦由於韓國肉類匱乏，而從駐韓美軍基地流入韓國軍及民間的火鍋中，成為部隊鍋的食材。